# Западни подходи
Западни подходи (на английски: Western Approaches) – район от Атлантические океан, умиващ от запад Британските острови. Ограничен от запад с 30° W меридиан, а от север с ширината на остров Уестрей, и на юг с ширината на нос Лизард.
Района има стратегическа важност в хода на Битката за Атлантика, тъй като през него преминават всички пътища на конвоите по линията Англия-Северна Америка, и част от пътищата за северните портове на Съветския съюз. Това отлично се осъзнава както от немското командване, така и от британското. Лично адмирал Дьониц съсредоточава тук действията на подводниците си против корабоплаването на съюзниците.
На свой ред, Адмиралтейството за борбата с тях създава тук Командване на Западните подходи. В началния етап от Битката за Атлантика конвоирането се осъществява само от британските пристанища до меридиана 30° з.д. и обратно; зад неговите предели транспортите плават самостоятелно, т.е. Западните подходи ограничиват действията и на корабите на охраната.